# IGNEA (banda)
IGNEA es una banda ucraniana de metal melódico formada en Kiev en 2013. La banda mezcla diferentes subgéneros del heavy metal, siendo los principales el death metal melódico, el metal sinfónico, el metal progresivo y el metal oriental.

## Historia
En 2013, IGNEA comenzó bajo el nombre de Parallax y lanzó su primer EP titulado Sputnik . En 2014, la banda lanzó un sencillo Petrichor con un solo de guitarra y una parte de bouzoukitara de Yossi Sassi (ex- Orphaned Land ). En 2015, la banda cambió su nombre a IGNEA y lanzó un sencillo Alga, la primera canción original de una banda ucraniana, grabada con una orquesta sinfónica completa. El video reunió millones de visitas en el canal de YouTube de la banda.
En 2017, IGNEA lanzó The Sign of Faith, el primer álbum de larga duración, y un video animado para la canción Şeytanu Akbar dedicada contra el terrorismo. Más tarde, la banda también publicó un video oficial de esta canción grabada en The Best Ukraine Metal Act, los premios nacionales anuales, donde IGNEA fue nombrada una de las tres mejores bandas del país. En 2018, la banda lanzó un video animado de How I Hate the Night  con referencias a la película original The Hitchhiker's Guide to the Galaxy . Después de eso, la banda realizó una gira con la banda danesa de death metal Illdisposed en Europa. En septiembre de 2018, IGNEA realizó una gira dentro del Female Metal Voices Tour 2018 encabezado por Butcher Babies y Kobra and the Lotus. y lanzó un nuevo sencillo Queen Dies.
A pesar de la declaratoria de pandemia por COVID-19, IGNEA lanzó su segundo álbum de larga duración The Realms of Fire and Death en 2020. Fue financiado por los patrocinadores de la banda en Patreon . Las canciones Disenchantment y Jinnslammer de este álbum se lanzaron previamente como sencillos con videos oficiales.
The Realms of Fire and Death obtuvo un premio como álbum de metal del año e IGNEA obtuvo el premio como la mejor banda de metal ucraniana de 2020 según The Best Ukraine Metal Act.
En 2021, junto con la banda de death metal sinfónico ERSEDU, IGNEA autoeditó un EP dividido conceptual BESTIA  sobre la naturaleza humana de las criaturas mitológicas eslavas y la dualidad del mundo.
En junio de 2021, IGNEA firmó un contrato mundial con Napalm Records.

## Integrantes de la banda
- Helle Bohdanova - voz (2013-presente)
- Yevhenii Zhytniuk - teclados (2013-presente)
- Oleksandr Kamyshin - bajo (2013-presente)
- Dmytro Vinnichenko - guitarra (2015-presente)
- Ivan Kholmohorov - batería (2015-presente)

## Discografía
Álbumes
- El signo de la fe (2017)
- Los reinos del fuego y la muerte (2020)

EP
- Sputnik (2013) EP
- BESTIA (2021) — separación de ERSEDU

Singles
- "Petricor" (2014)
- "Algas" (2015)
- "La reina muere" (2018)
- "Desencanto" (2020)
- "Jinnslammer" (2020)
- Bosorkun (2021)
- "Sirenas" (2021)